# Val Fex
Le val Fex est une vallée latérale de la Haute-Engadine dans le Canton des Grisons en Suisse. Administrativement, il fait partie de la commune de Sils im Engadin/Segl.

## Géographie
La vallée est l'une des plus hautes vallées de Suisse habitée toute l'année. À partir de Sils Maria (1 809 m), les petits villages de Vaüglia, Platta, Crasta, situés au fond de la vallée à 1 951 m, Vals et Curtins à 1 973 m, ne se composent généralement que de quelques maisons. Tout au bout se trouve l'Alp Muot Selvas (2 070 m) à l'emplacement de l'ancien pied des glaciers (il y a environ 150 ans).
La vallée est dominée par plusieurs hautes montagnes alpines : le piz Corvatsch (3 451 m) du côté est de la vallée, le Chapütschin (3 386 m) au fond de la vallée, la Muongia (3 415 m) et le piz Tremoggia (3 441 m) au-dessus du glacier Vadret del Tremoggia ; le piz Fora (3 363 m) au-dessus du glacier Vadret da Fex ; le piz Güz (3 166 m) et le piz Led (3 088 m) au-dessus du troisième glacier Vadret dal Güz.
C'est la source de la Fedacla, qui traverse la vallée, partant du pied des trois glaciers, à peu près du sud au nord, et pénètre dans le lac de Silvaplana. Autrefois elle dévastait Sils du fait de ses crues.
Le val Fex est une vallée glaciaire qui présente une centaine de mètres de dénivelé.
Le val Fex comptait 101 habitants en 2000.

Vue depuis le val Fex en été jusqu'au piz Lagrev/piz Materdell.

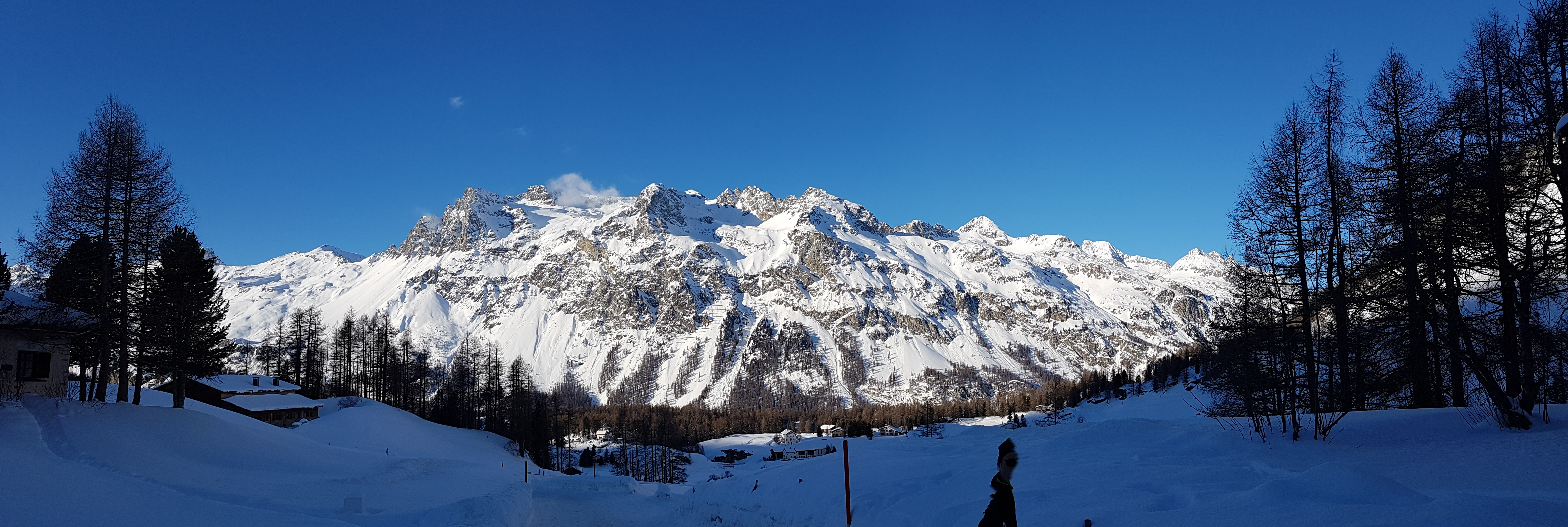
Vue depuis le val Fex en hiver jusqu'au piz Lagrev/piz Materdell.
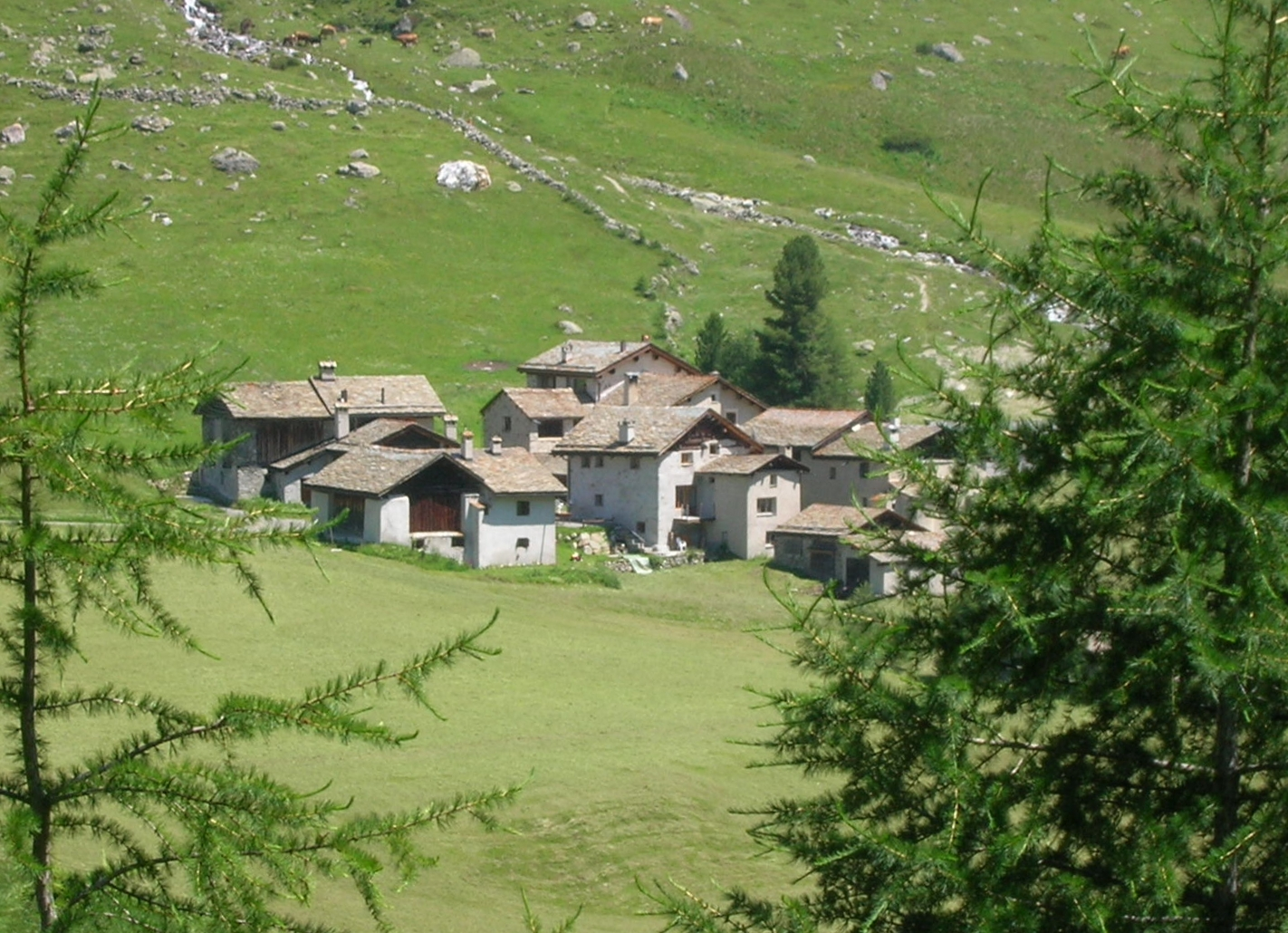
Curtins, l'un des petits villages du val Fex.
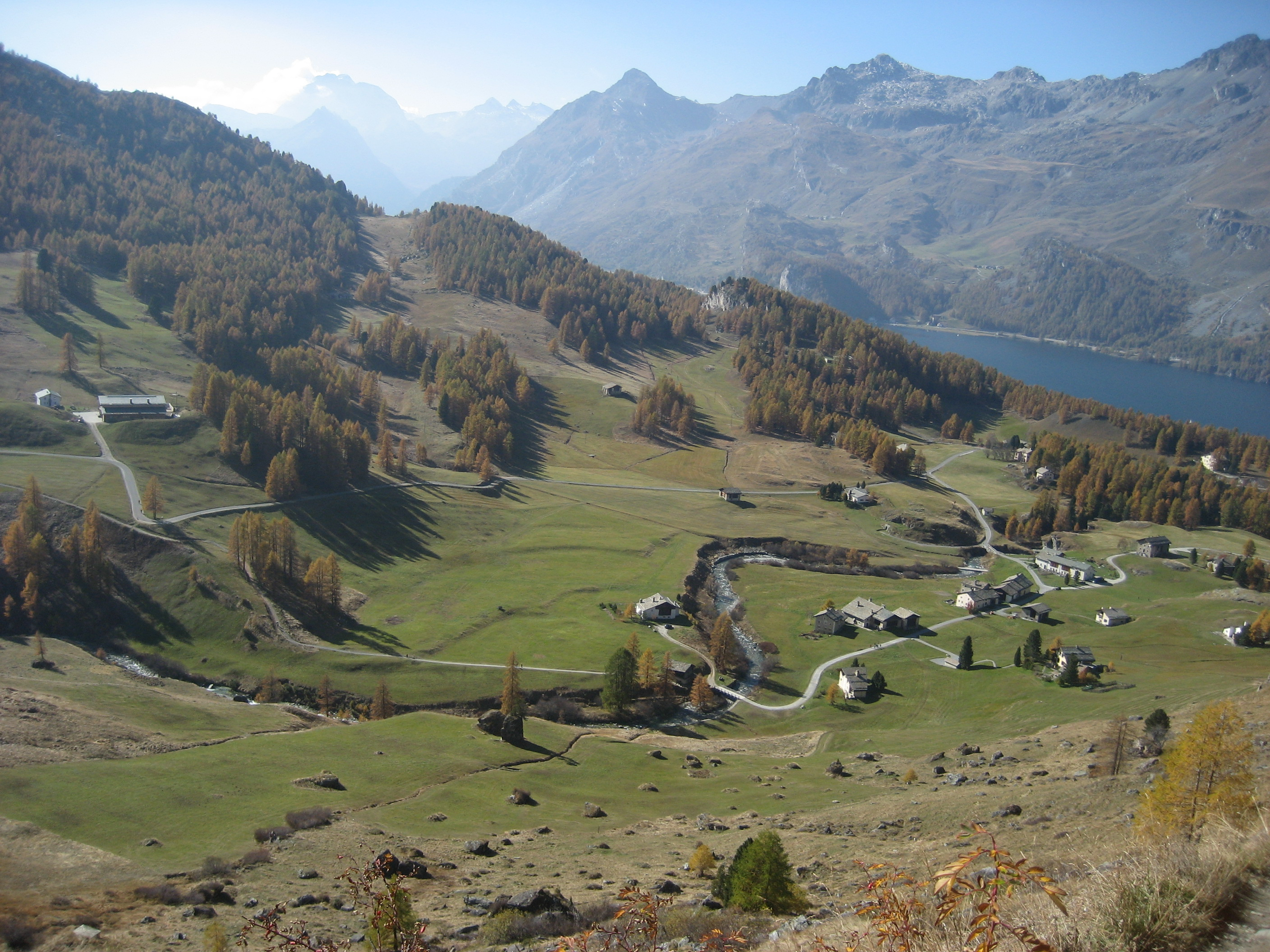
Débouché de la vallée avec le village de Platta ; au fond à droite le lac de Sils.

## Histoire
Utilisée comme pâturage au XIXe siècle, la vallée est mentionnée dans un document en 1303 sous le nom de « Fedes », le mot romanche pour les moutons, indiquant clairement que les moutons y pâturaient. Depuis 1538, elle appartenait à la Nachbarschaft (municipalité) de Sils. Le val fex était habité au début du Moyen Âge. Il y a environ 450 ans, lorsque la vallée s'appelait « Feitz », un chroniqueur écrivait : « La vallée est riche en prairies à haut rendement en foin et avec de magnifiques pâturages pâturés par les moutons. » Il a également écrit : « À une distance d'environ 1 000 pas du village de Silio (Sils Maria) vivent de riches agriculteurs sur des fermes composées d'environ 30 maisons. » Aujourd'hui, environ 900 moutons paissent dans les alpages en été.
Fex Curtins est le dernier hameau de la vallée et est habité depuis plus de 700 ans .
Pendant environ trois cents ans, des ardoises de mica ont été extraites dans la vallée pour la construction de poêles et pour couvrir les toits des maisons des panneaux dits Fexer. Après 1964, les installations s'arrêtèrent. À l'automne 2017, la maison des anciens carriers a été réaménagée et des visites guidées sur l'histoire de la carrière sont proposées.
Pittoresque pour les touristes d'aujourd'hui, la vallée était le point de départ des petits contrebandiers à travers les montagnes vers et depuis l'Italie.

### Église réformée de Fex-Crasta

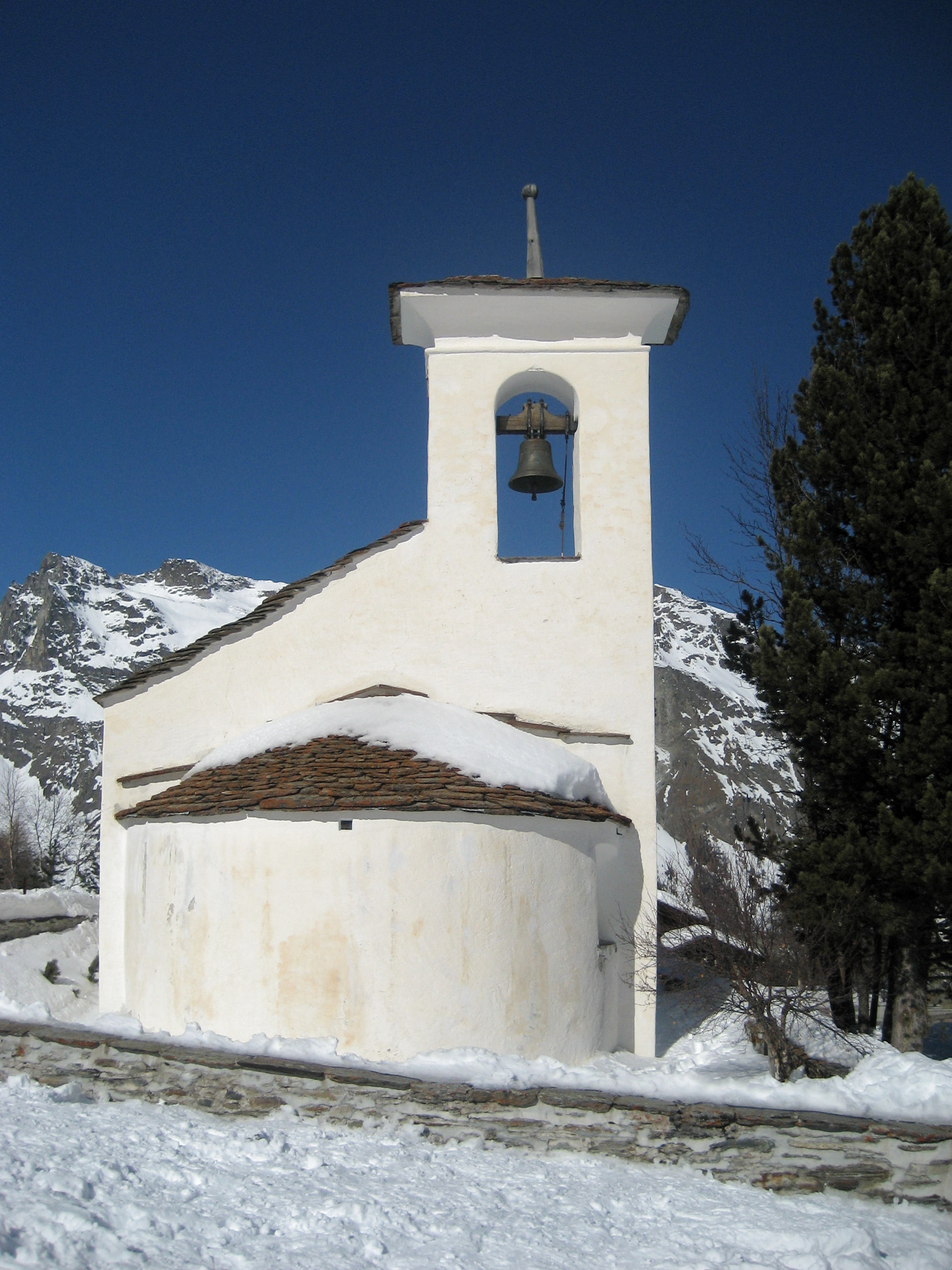
La petite église de montagne à Fex-Crasta.

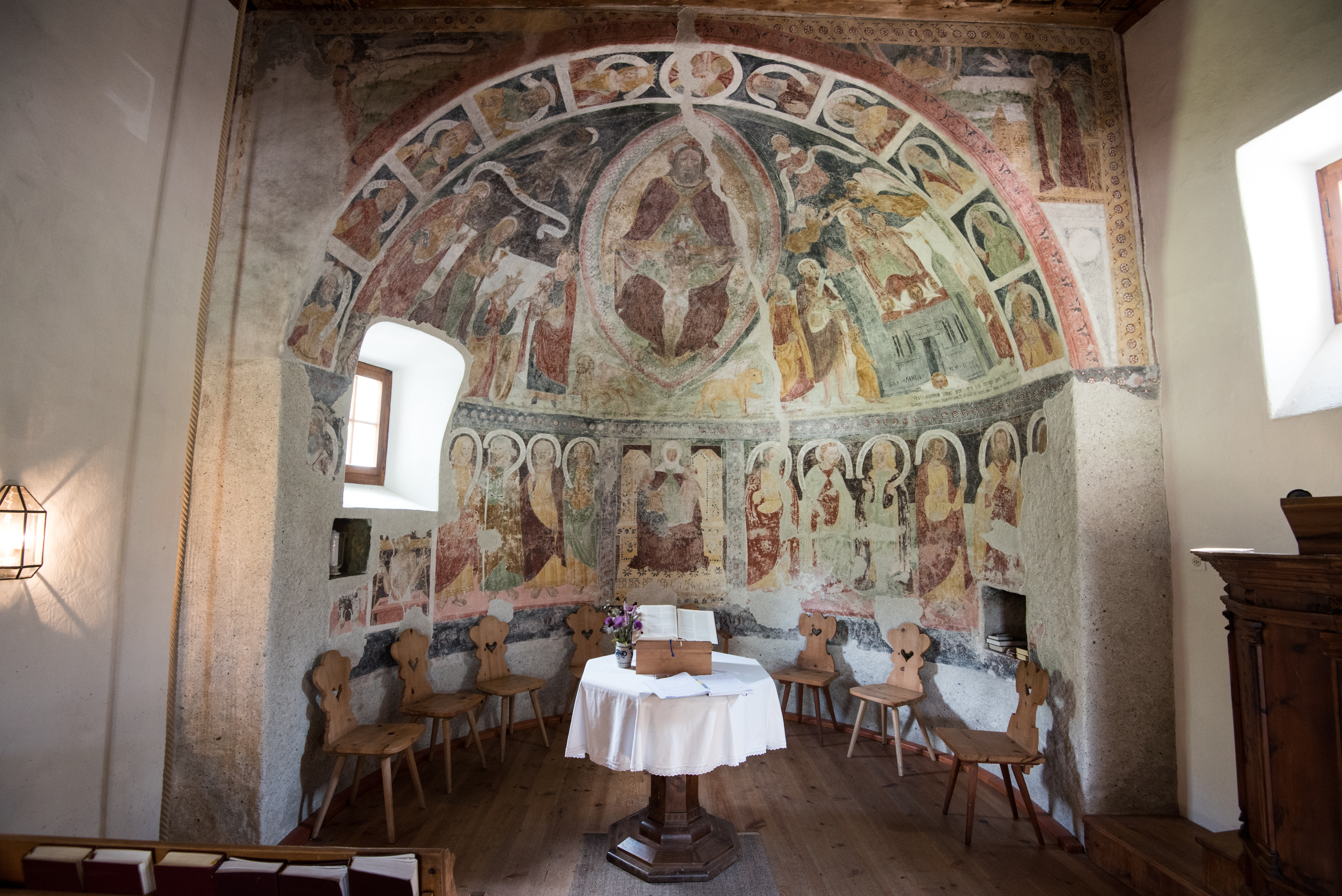
Chœur de l'église de Fex-Crasta.

L'église de montagne de Fex-Crasta a été construite à la fin du XVe siècle et placée sous le patronage de sainte Marguerite d'Antioche. En 1511, l'abside fut entièrement peinte par un maître inconnu de l'Italie du Nord : au milieu Dieu le Père, devant lui le crucifié et la colombe du Saint-Esprit, le tout entouré d'une mandorle et des quatre symboles évangéliques. À gauche, sont représentées trois saintes vierges et martyres devant Marie avec l'Enfant. Sur la droite se trouve la Vierge de Lorette, une image votive, avec l'inscription du donateur en dessous. Dès 1522, le val Fex approuva la Réforme protestante, de sorte que l'édifice sacré devint une église prêcheuse réformée. Les fresques ont été victimes de la furie iconoclaste et ont été complètement blanchies à la chaux. Dans les années 1820, elles ont été découvertes et restaurées.
Les contrebandiers du col de Muretto y priaient autrefois pour se protéger des chutes de pierres et des avalanches.
L'urne du chef d'orchestre Claudio Abbado est enterrée dans le cimetière. L'église est internationalement connue parmi les amateurs de modélisme ferroviaire, car la société Faller (modélisme) en propose un kit modèle.

## Activités
La vallée offre deux hôtels et quelques maisons d'hôtes. Elle est exploitée par trois agriculteurs à temps plein et deux à temps partiel. En 1954, un accord a été conclu entre la commune de Sils et la Société suisse du patrimoine, Pro Natura et Pro Helvetia afin qu'il n'y ait pas de parking, de remontées mécaniques, de télésièges, de lignes électriques ni de nouvelles maisons de vacances dans la vallée. La circulation des véhicules privés à moteur n'est autorisée qu'à quelques habitants. Les touristes peuvent utiliser des calèches ou, en hiver, des traîneaux tirés par des chevaux pour le transport des marchandises et des passagers.